# Новое кладбище Пирита
Новое кладбище Пирита (эст. Pirita uus kalmistu), также известное как кладбище Пирита (эст. Pirita kalmistu) — кладбище в микрорайоне Пирита города Таллина. Внесено в Государственный регистр памятников культуры Эстонии как памятник истории.
Стало именоваться «новым», благодаря тому, что в прошлом рядом с монастырской церковью Пирита находилось другое, «старое» кладбище. 

## История
Кладбище было основано во второй половине XIX века для жителей волости Нехату. Для его создания хозяин хутора Просаллику выделил часть своего картофельного поля площадью 0,75 гектар. В непосредственной близости от кладбища находится часовня и фамильное захоронение семейства ревельских купцов Кохов (Koch).
Кладбище было закрыто в 1928 году для расширения и вновь открыто в 1930 году.
В советское время рядом с кладбищем был построен велодром и разрабатывались планы ликвидации захоронений. Кладбище было снова закрыто в 1977 году. С 1988 года разрешены захоронения на фамильных участках.

## Известные захоронения
- Юлиус Коппель (1892—1933) — популярный в своё время клоун, выступавший под псевдонимом Лекс[3].
- Энн Нурмисте[эст.] (1894—1968) — государственный деятель и педагог, директор таллинского техникума[3].
- Мадис Олдберг (1872—1913) — собиратель народных стихов[3].
- Фридрих Эйнберг (1873—1953) — педагог, директор школы Нехату[3].